# Mazda MX-5 NA (primera generación)
Mazda es una compañía japonesa de automóviles, fundada en 1920, que comenzó a operar con el nombre de Toyo Cork Kogyo Company, adquirida por Jujiro Matsuda y un grupo de inversionistas. Aunque al principio se enfocaba en la fabricación de herramientas, en 1931 introdujo su primer automóvil, conocido como Mazda-Go, que en realidad era una especie de triciclo.
Va

## Primera generación
La primera generación del MX-5 fue diseñada por Shunji Tanaka en 1986, pero fue lanzada al mercado mundial durante el Salón de California en 1989. Cuando se lanzó este modelo al mercado, tenía una carrocería muy ligera y contaba con un motor de 1.6 litros de 4 cilindros en línea, que producía 115 HP de potencia y estaba ubicado en la parte delantera. Este motor fue heredero del Mazda 323 GTR, que transmitía un torque de 136 Nm hasta las 5.500 RPM al eje trasero. Otro dato interesante de esta primera generación es que se beneficiaba de un sistema de inyección de combustible electrónico creado específicamente para este modelo. Desde entonces, se ha convertido en uno de los convertibles biplaza más vendidos del mundo: con una producción de alrededor 1 millón de unidades.

## Segunda generación
En 1994, llegó una versión más potente del mismo motor de 1.8 litros y con 122 HP. La marca japonesa decidió hacer una mejora de motor para conseguir una potencia superior, primero de 131 HP y posteriormente incrementada hasta los 133 HP. Esto sirvió en algunos mercados para ofrecer modelos con diferentes versiones de motor, una de las cuales mantenía el motor antiguo, pero alcanzando los 89 HP.

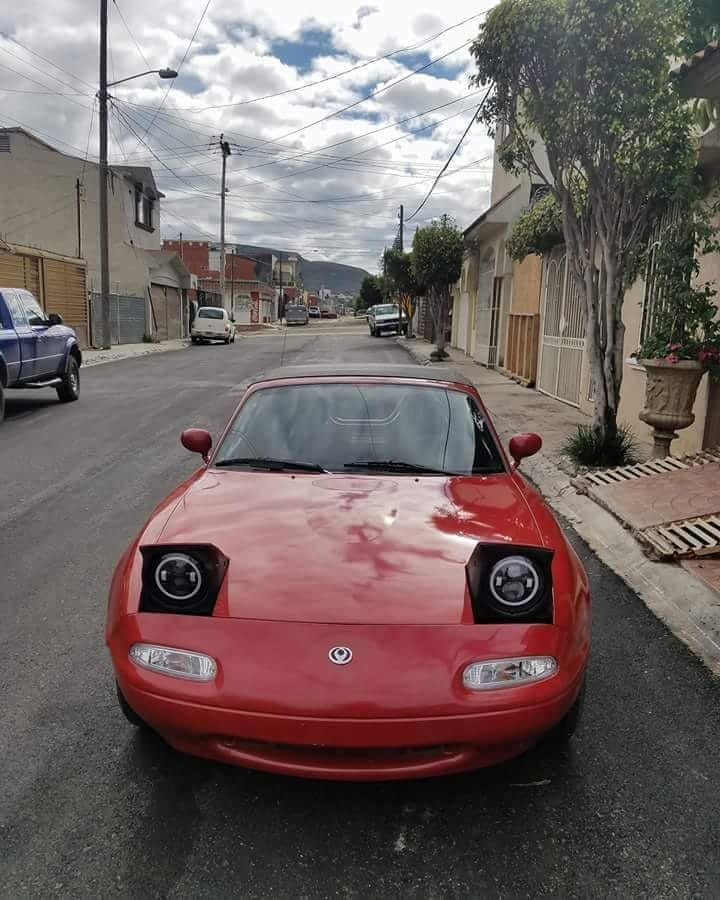

El MX-5 (Miata) nació como un experimento para posicionar un automóvil deportivo pequeño de diseño europeo (como los MG o los Triumph de los 60) y su desarrollo se llevó a cabo en el centro de diseño que tenía la marca japonesa en Estados Unidos. El nombre en clave del proyecto, MX5, proviene de la inicial de Mazda y de la denominación experimental.
La generación NA del Mazda Mx-5 (Miata) empieza desde el año 1989 al 1997, período en la que se habían vendido más de 400 mil unidades de la primera generación. La nueva generación llegó con un motor de 1.6 Litros, 115 HP y 135 Nm de torque. Tenía un peso de 940 kg y una transmisión manual de 5 cambios o bien una transmisión automática, que le permitía alcanzar los 100 km/h en 10 segundos. A partir de 1994 se empezó a comercializar una versión de 1.6 litros de 90 HP y otra de 1.8 litros de 131 HP, mucho más buscada y exclusiva.